# Neogyromitra grandis
Gyromitre fastigié, Gyromitre grandiose
Espèce
Neogyromitra grandis, auparavant Gyromitra fastigiata, le Gyromitre fastigié ou Gyromitre grandiose, est une espèce de la famille des Discinaceae. Il est caractérisé par son chapeau duo ou trilobé.

## Taxonomie
Le nom scientifique complet (avec auteur) de ce taxon est Neogyromitra grandis (Cumino) Dirks, Methven & A.N. Mill..
L'espèce a été initialement classée dans le genre Helvella sous le basionyme Helvella grandis A.Cumino.

### Synonymes
Neogyromitra grandis a pour synonymes :
- Helvella grandis A. Cumino
- Gyromitra grandis (A. Cumino) Van Vooren & M. Carbone
- Discina grandis (A. Cumino) M. Carbone & Van Vooren
- Helvella fastigiata Krombh.,
- Gyromitra fastigiata (Krombh.) Rehm
- Physomitra infula var. fastigiata (Krombh.) Boud.
- Maublancomyces fastigiatus (Krombh.) Herter
- Neogyromitra fastigiata (Krombh.) McKnight,
- Discina fastigiata (Krombh.) Svrček & J. Moravec
- Gyromitra krombholzii Bezděk,
- Gyromitra pratensis Velen.
- Maublancomyces pratensis (Velen.) Herter,
- Gyromitra slonevskii V.P. Heluta

### Phylogénie
La première mention scientifique du champignon remonte à 1834, lorsque le célèbre scientifique allemand Julius Vincenz von Krombholz l'a décrit sous le nom de Helvella fastigiata dans le volume 3 de son ouvrage Naturgetreue Abbildungen und Beschreibungen der essbaren, schädlichen und verdächtigen Schwämme de 1834 et transféré au genre Gyromitra avec la même épithète par son compatriote Heinrich Rehm (1828-1916), pour être vérifié dans sa publication de 1895 dans le volume 1 de l'ouvrage de Ludwig Rabenhorst, Dr. L. Rabenhorst's Kryptogamen-Flora von Deutschland, Oesterreich und der Schweiz (en anglais).

### Étymologie
L'épithète spécifique est dérivée du mot latin (latin fastigiatus, -a, -um=incliné, convergeant vers un sommet). Celui de grandis fait quant à lui référence à la grande taille et à la prestance de cette espèce.

## Description du sporophore
Son chapeau est d'un diamètre de 5-12 (14) cm, formé de deux ou trois lobes relevés plus ou moins adnés (plus rarement quatre lobes), ressemblant d'abord à une selle de forme irrégulière qui prend rapidement la forme d'un chapeau mou, parfois divisé en deux comme chez Gyromitra infula, parfois en trois comme chez Helvella monachella, les lobes sont séparés par un joint blanc jaunâtre. Le bord est adhérent au pied. Il présente des plis ridés et tordus à la surface, il est irrégulier, bosselé, grossièrement plissé, ridé à ridé-crêté, rappelant quelque peu un cerveau. Il est de couleur brun clair, brun roux, cannelle, brun rougeâtre brun foncé à brun chocolat, rarement avec des nuances d'olive. Il est fragile, cassant. La surface interne fertile est de couleur blanchâtre à beige pâle,,.
Le stipe mesure 5-8 cm de long et 2-3 cm d'épaisseur, il est cylindracé, généralement trapu, massif, plus épais que long, souvent émoussé, difforme, lacuneux, pruineux, de forme irrégulière, lisse mais traversé par des côtes longitudinales, marqué de creux, épaissi à la base, et partiellement concrétionné avec le chapeau, creux dans la vieillesse à l'intérieur. Il est blanc, blanchâtre, crème, blanc jaunâtre ocracé ou taché de gris-brun ou de gris,.
Sa chair est blanchâtre, légèrement cireuse et fragile, cassante, sans odeur ni saveur particulière ou alors avec un goût et une odeur agréable aromatique,.

### Caractéristiques microscopiques
Les spores mesurent  27-34 µm, elles sont ellipsoïdes, hyalines, contenant une goutte centrale, accompagnée de une ou deux guttules, à surface verruqueuse, à minuscules verrues denses, donnant parfois un effet de réticule, cyanophiles, et avec des verrues épineuses aux pôles. Les paraphyses mesurent 5-10 microns, les asques portent 8 spores, elles mesurent 250-300 x 20-25 µ.

## Galerie

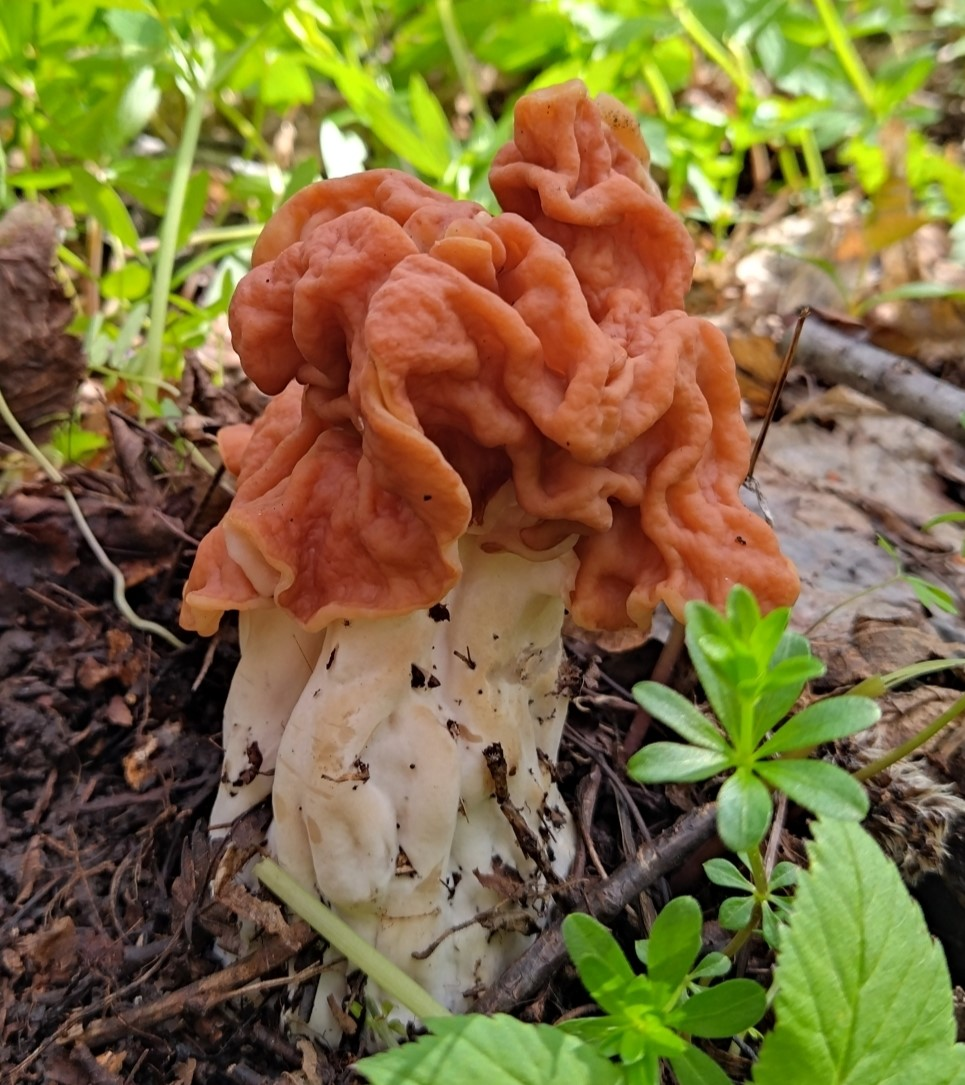
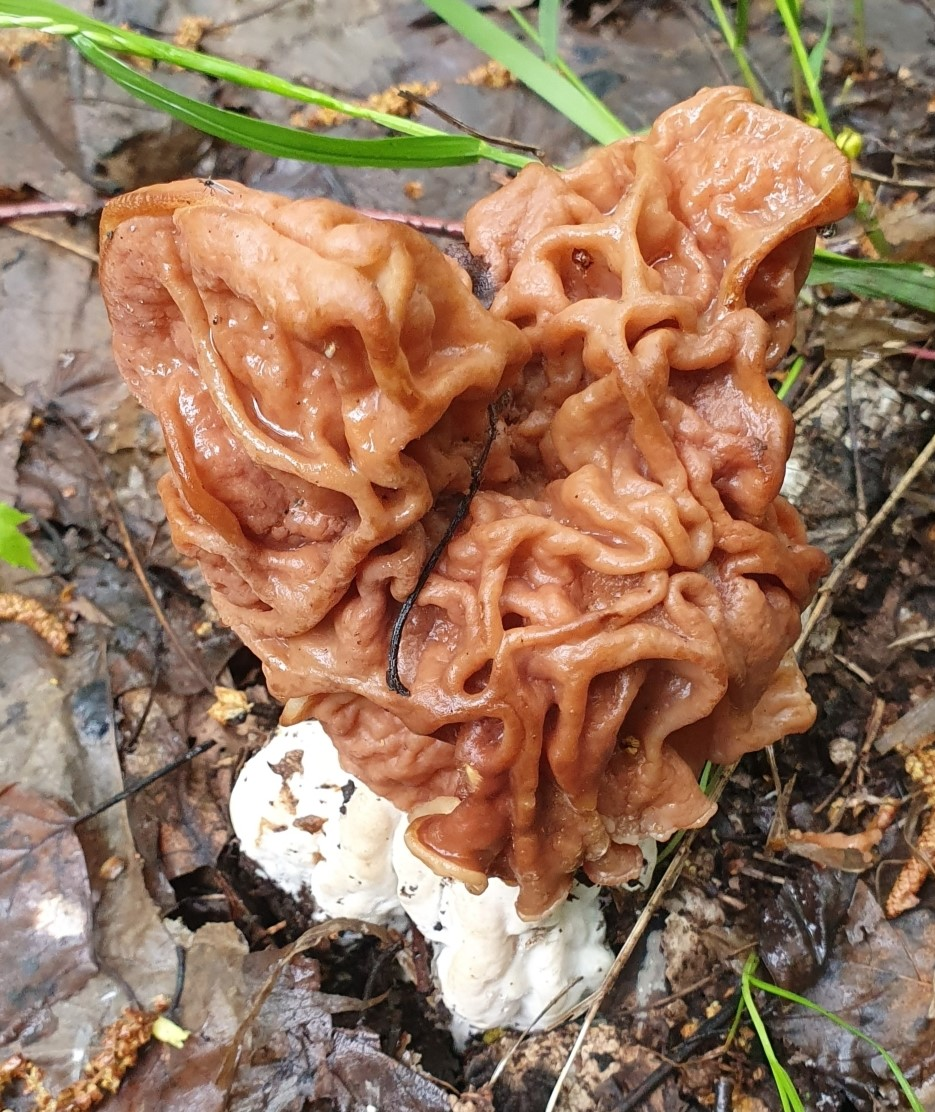
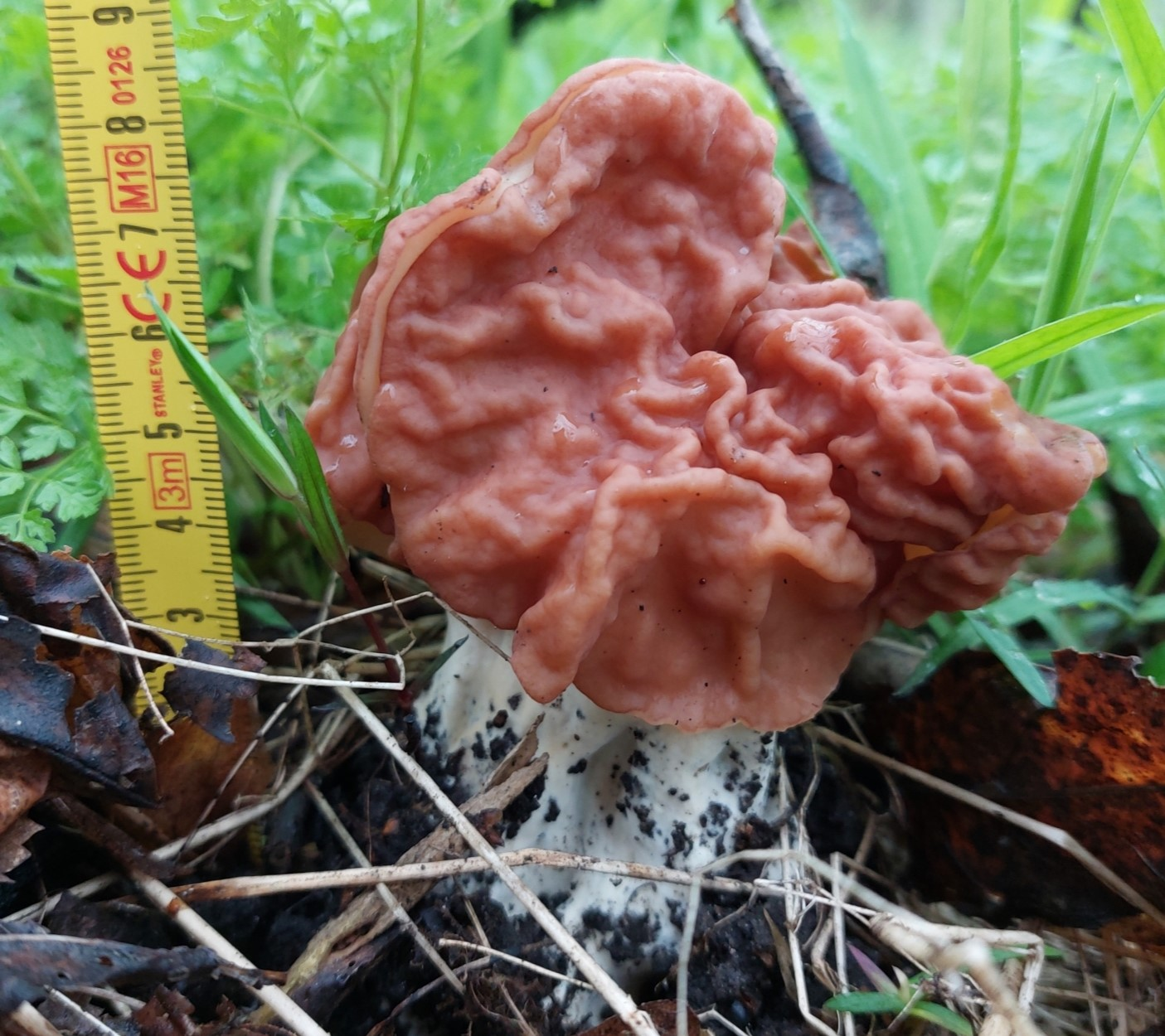
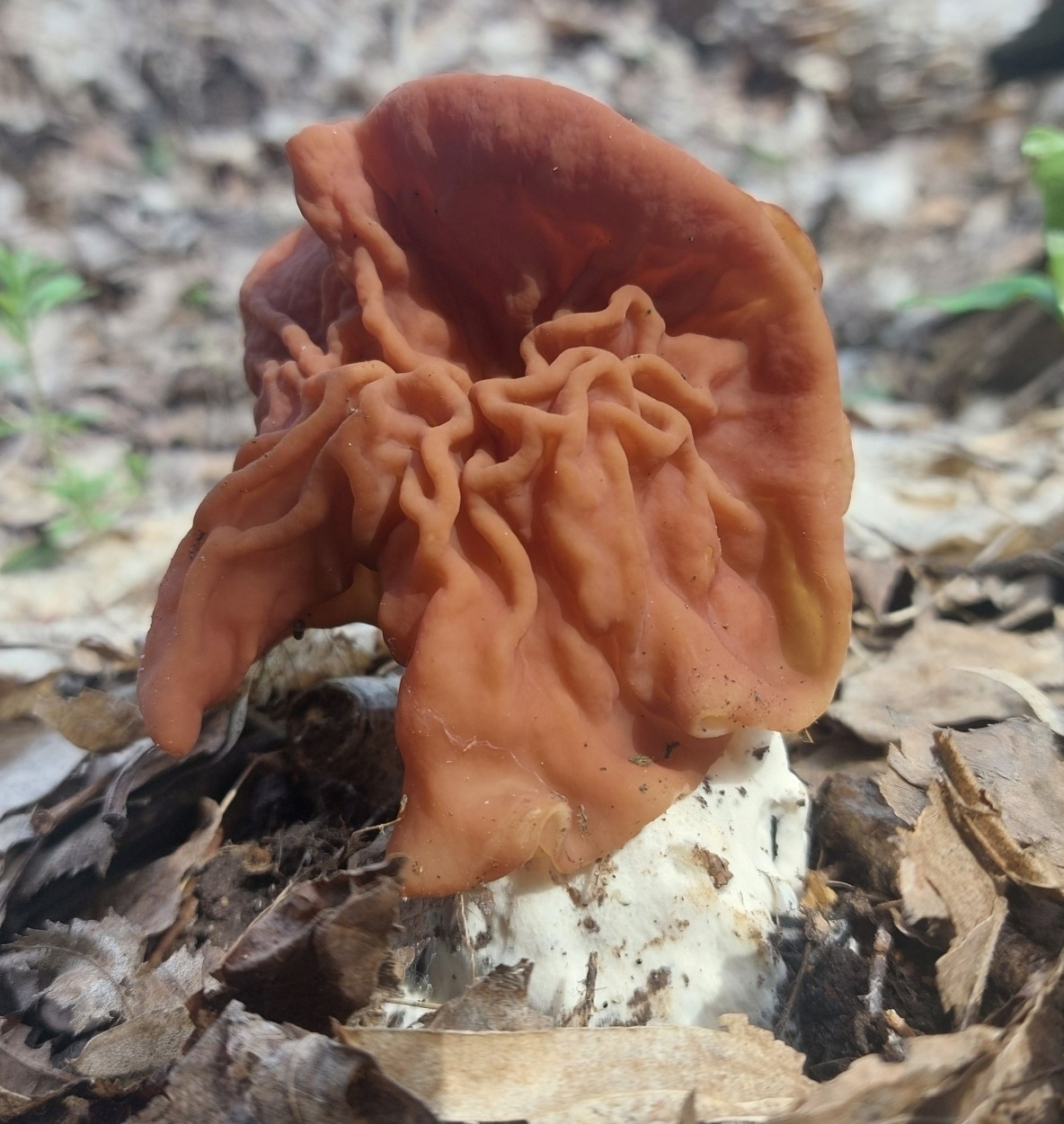
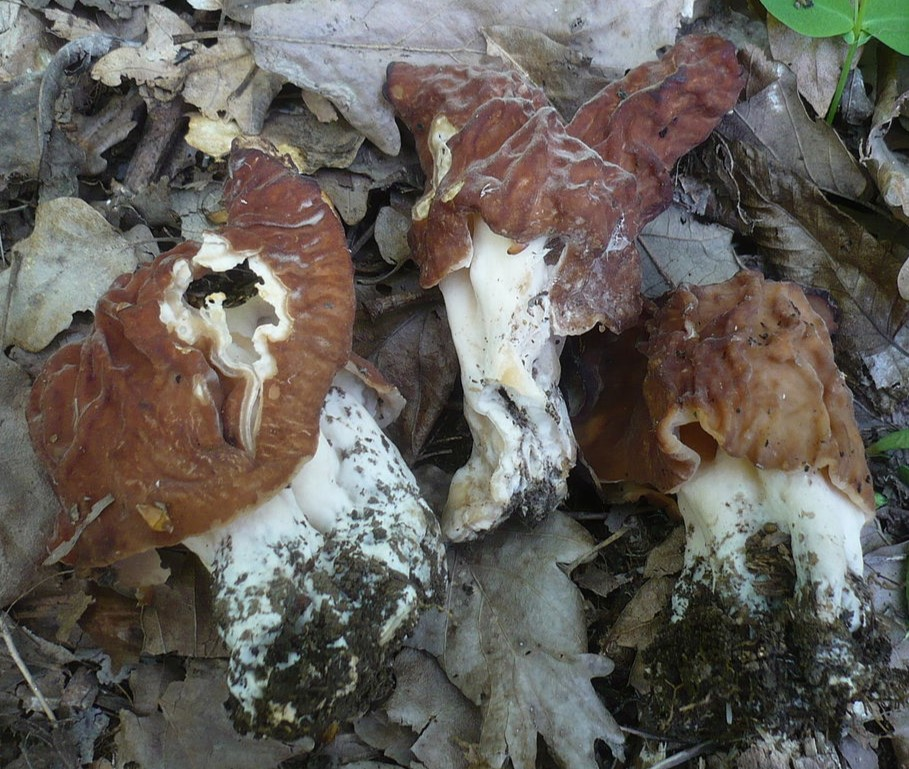
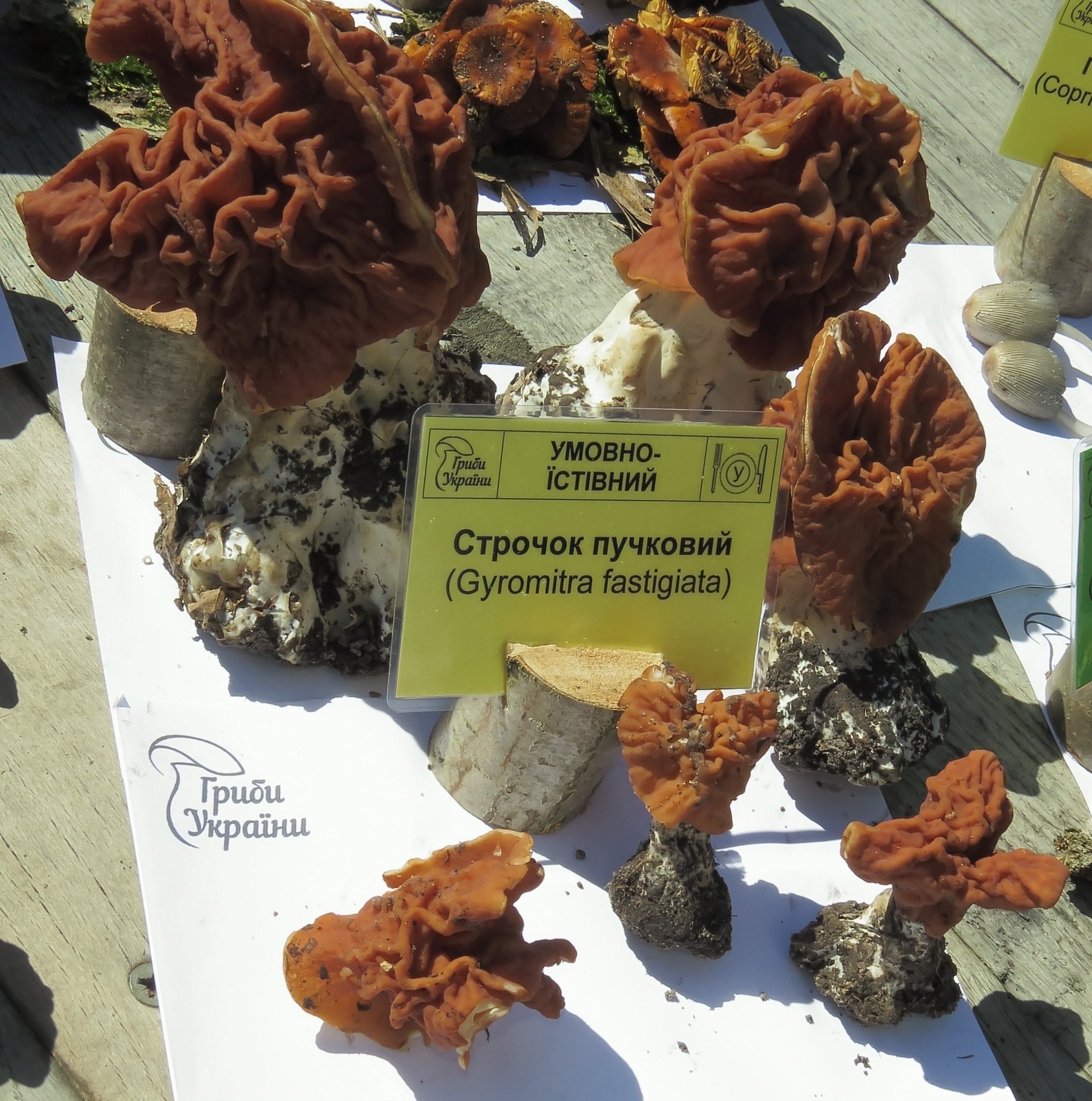

## Habitat et distribution
C'est une espèce montagnarde, printanière, venant dans les forêts de feuillus ou mixtes, surtout sur sol calcaire, venant de mars à mai, peu fréquente à rare,.

## Comestibilité
Le Gyromitre fastigié est classé toxique en France de par l'existence de gyromitrine chez d'autres espèces du même genre ayant provoqué des incidents. Cependant, les dernières études (2023) ont dévoilé le fait que la production de gyromitrine n'est en fait pas une caractéristique commune à tout le genre Gyromitra mais plutôt à certaines espèces spécifiques du genre. Concernant N. grandis, cette espèce ne contient pas de gyromitrine selon les tests, cependant, la caractérisation du 1-(2-hydroxyacétyl)-pyrazol dans N. grandis, une substance chimique au fonctionnement peu compris, dont la structure est similaire à celle de la gyromitrine, pourrait avertir sur la consommation de N. grandis,. Il est dans tous les cas toxique à l'état cru ou mal cuit. En Europe de l'Est, où il est plus commun, il est consommé traditionnellement depuis des siècles comme bon comestible, utilisé dans le bœuf stroganov ou poêlé en accompagnement de viande rouge. Cependant, en attendant une étude permettant une meilleure compréhension du fonctionnement de ses substances chimiques, il vaut mieux déconseiller sa consommation ou le considérer comme suspect.

## Confusions possibles
Il peut être confondu avec le Gyromitre (Gyromitra esculenta) et le Gyromitre géant (Maublancomyces gigas).